# Rancho de Abajo, Guanajuato
Rancho de Abajo är en ort i Mexiko.   Den ligger i kommunen León och delstaten Guanajuato, i den centrala delen av landet, 300 km nordväst om huvudstaden Mexico City. Rancho de Abajo ligger 1 805 meter över havet och antalet invånare är 124.
Terrängen runt Rancho de Abajo är en högslätt. Runt Rancho de Abajo är det tätbefolkat, med 257 invånare per kvadratkilometer. Närmaste större samhälle är León de los Aldama, 13,8 km nordväst om Rancho de Abajo. Trakten runt Rancho de Abajo består till största delen av jordbruksmark.